# Monumento al perro abandonado (Guadalajara)
El monumento al perro abandonado es una escultura de bronce ubicada en el Parque Italia de la ciudad de Guadalajara, Jalisco. Fue inaugurado en el año 2017.

## Historia
La estatua fue encargada por el Ayuntamiento de Guadalajara a la escultora mexicana María del Carmen Collado. El diseño de la estatua fue inspirado en un perro callejero que fue encontrado muerto en la ciudad.

## Descripción
La estatua mide 2,5 metros de altura y pesa 3 toneladas. Está hecha de bronce y representa a un perro callejero sentado sobre una base de piedra. El perro tiene la cabeza gacha y la mirada triste. Su pelaje es de color negro y marrón.

## Significado
El monumento al perro abandonado es un homenaje a los animales abandonados. La estatua representa la tristeza y la soledad de estos animales, que muchas veces son maltratados y abandonados. El monumento también es un recordatorio de la importancia de la adopción de animales y de la lucha contra el maltrato animal.

## Controversias
Los vecinos de la colonia Providencia Norte solicitaron la remoción del  'Monumento al Perro Abandonado', a los pocos meses de su inauguración ya que consideraban que su aspecto deprimente no refleja la imagen que deseaban transmitir como familias y comunidad.